# Austin A35
Austin A35 – miejski samochód osobowy produkowany przez brytyjską firmę Austin w latach 1956−1968. Dostępny jako 2- i 4-drzwiowy sedan oraz 3-drzwiowe kombi (Countryman). Następca modelu A30. Do napędu używano silników R4 o pojemności 0,9 oraz 1,1 litra. Moc przenoszona była na oś tylną poprzez 4-biegową manualną skrzynię biegów. Samochód został zastąpiony przez model A40 Farina. Powstało 280 897 egzemplarzy modelu (129 245 Saloon oraz 151 652 Countryman).

## Dane techniczne

### Silnik
- R4 0,9 l (948 cm³), 2 zawory na cylinder, OHV
- Układ zasilania: gaźnik
- Średnica cylindra × skok tłoka: 62,90 mm × 76,20 mm
- Stopień sprężania: 8,3:1
- Moc maksymalna: 35 KM (25 kW) przy 4750 obr./min
- Maksymalny moment obrotowy: 68 N•m przy 2000 obr./min

### Osiągi
- Przyspieszenie 0-100 km/h: 30,1 s[2]
- Prędkość maksymalna: 116 km/h[2]
- Średnie zużycie paliwa: 6,8 l / 100 km[2]